# Vereniging van Exploitatieve Samenwerking OV-bedrijven
De Vereniging van Exploitatieve Samenwerking Openbaarvervoerbedrijven (ESO) werd op 16 juni 1974 opgericht en was deels de voorloper van het latere staatsbedrijf VSN.
De ESO werd op initiatief van de afdeling Vervoercoördinatie van de NS opgericht met als doel om door samenwerking van de streekvervoerders het openbaar vervoer sterker en slagvaardiger te maken. Bijna alle 30 streekvervoerders inclusief de 13 NS-dochters verenigden zich in het Management Team ESO. Via dit MT wilden de busmaatschappijen ook een goede gesprekspartner zijn voor de overheid. D. van Setten, voorzitter van de KNVTO (Koninklijke Nederlandse Vereniging voor Transport Ondernemingen) en directeur van de BBA, werd de eerste voorzitter van het Management Team ESO. Het MT wordt ondersteund door het ESO-secretariaat met mr. H.A. Dupuis als voorzitter, en het Planbureau ESO waarin uit elke busonderneming een lid zitting heeft.
Onder de in de ESO verenigde vervoersondernemingen vonden ook veel fusies plaats. Uiteindelijk werd de vereniging opgeheven omdat er door de fusies hoofdzakelijk alleen nog maar voormalige NS-dochters overbleven. De activiteiten van de ESO en het door de staat opgerichte bedrijf de NV Aandelenbezit Streekvervoer werden samengevoegd en werd uiteindelijk de N.V. Verenigd streekvervoer Nederland, in 1989 de rechtsopvolger van de NV Aandelenbezit Streekvervoer en de ESO.
De wagennummering van de door de gezamenlijk NS-dochters aangeschafte autobussen was ook centraal en stond bekend als een "esonummer". Hierin werd zoveel als mogelijk ingedeeld op merk, motor, chassis en type waarbij de NS-dochters vrij waren naast dit centrale wagennummer ook een eigen wagennummer te gebruiken.
In 2013 werd op initiatief van enkele musea (o.a. de OVCN) op het gebied van Nederlandse OV-bushistorie de vereniging ESO nieuw leven ingeblazen. De afkorting staat nu voor Exploitatieve Samenwerking Openbaarvervoermusea. Van de ongeveer 26 stichtingen in Nederland die zich bezighouden met de historie van het Nederlandse openbare busvervoer, zijn er 18 aangesloten bij de ESO.